# 犬飼恭平
犬飼 恭平（いぬかい きょうへい、1886年（明治19年）3月15日 - 1954年（昭和29年））は、明治末期から昭和初期にかけてアメリカ合衆国で活動した日系人画家である。岡山県に生まれ、14歳の時に移民としてハワイに渡り、17歳でアメリカ本土へ移った後に、ジョン・ヴァンダーポールらに師事してシカゴ美術館附属美術大学を卒業し、画家としての制作活動を開始した。1926年（昭和元年）にはナショナル・アカデミー・オブ・デザインに自画像『制作中』を出品し、アイザーク・N.メイナード肖像画賞を受賞している。息子のアール・グデナウもまた犬飼の名を嗣ぎ、キョウヘイ・イヌカイという名義で画家として活動を行った。

## 生涯
犬飼恭平は1886年（明治19年）3月15日、岡山県都窪郡庄村山地（現在の岡山県倉敷市山地）に父宇平太、母スエの次男として生まれた。12歳ごろには既に画家を志すようになったようで、地元の有力者である大原孝四郎ないし所縁の人物から本格的な美術修行をするための支援の申し出があったことが自身の『回顧録』に記されている。しかしながら父の宇平太は画業に対する理解を示さず、「絵描きなど、役に立たない浮浪者だ」という思想を持っていたため、この提案は実現することはなかった。
1900年（明治33年）に日本人移民として従兄弟の犬飼勘太郎一家に同伴し、神戸港より船でハワイへと渡った。『回顧録』には日本に長らく滞在していた米国婦人の帰米を手伝う傍ら移住するという勘太郎に誘われて、アメリカへ向かうことを決意し父親を説得した旨が記されている。2年後の1902年（明治35年）に無事にホノルルに到着した旨を知らせる写真と手紙が実家へ届けられている。翌年にはサンフランシスコへ渡り、マーク・ホプキンズ美術学校に最年少で入学し、絵画技術の研鑽に励んだ。しかし、1906年（明治39年）に発生したサンフランシスコ地震の影響により居住が困難となったことから知人を恃んでアメリカ各地を転々とし、同年9月にたどり着いたシカゴにてシカゴ美術学校へと入学した。同校では制作した作品を全て学校に残すという条件の下、授業料を免除して貰っていた。
1907年（明治40年）より指導教師ジョン・ヴァンダーポールに師事し、素描やデッサンを学んだ。学校の展示会に作品出品を繰り返すうちに恭平の名は知られるようになり、1908年（明治41年）には社交界で名の知れた画家・著述家のルシーン・グデナウと婚約し、1910年（明治42年）に結婚を果たした。奇しくも白人と東洋人の国際結婚を禁じる法案が州議会に提出されていた背景もあり、社交界の著名人が東洋出身者と国際結婚したということでこのニュースは地元紙『シカゴ・イヴニング・ジャーナル』の一面で大きく取り上げられ、賛否両論を巻き起こした。
思わぬ形で画家としての名が知られるようになった恭平の下には仕事の依頼も入るようになり、シカゴ美術学校への作品出品の傍ら、1912年（明治45年）にキャサリン・E.ドップ著の『The Early Sea People』の挿絵をハワード・ブラウンとともに手掛けているほか、1913年（大正2年）のオズワルド・ケンドルの『Captain Protherore's Fortune』、1914年（大正3年）のメアリー・アール・ハーディの『Little TA-WISH』といった作品の挿絵を担当した。1913年には後に画家となる三男のアール（キョウヘイ・イヌカイ）が誕生している。

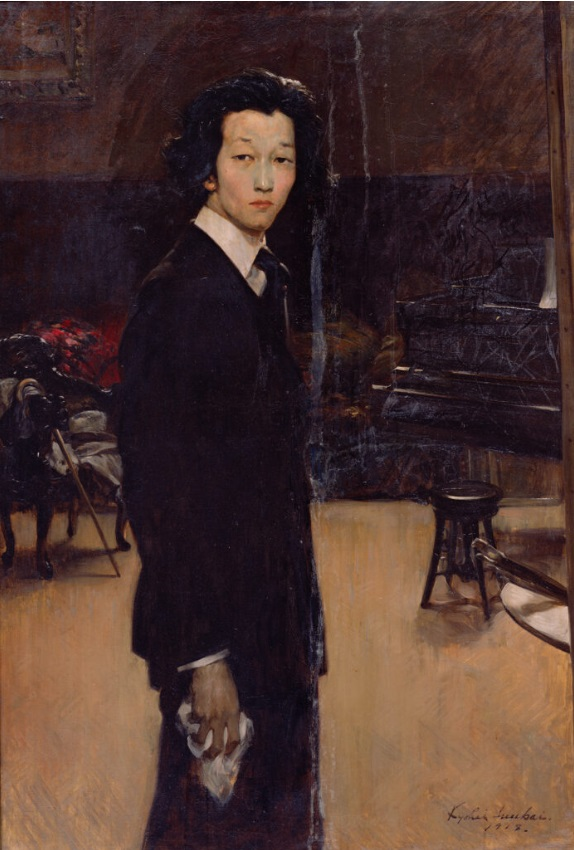
1918年に制作された『投影』（Reflection）
東京国立近代美術館所蔵。

1915年（大正4年）にニューヨークへと移住、翌年に同郷の洋画家鹿子木孟郎と対面したことで、恭平のアメリカでの活動が日本へと伝えられ、1918年（大正7年）4月26日付の『中国民報』に「異国に輝ふ芸術家」という記事となり、その動静が報じられた。さらに1921年（大正10年）にペンシルヴェニア・アカデミー年次展覧会に出品した『投影』（Reflection）が美術雑誌『Arts Magazine』に取り上げられ、ハミルトン・フィールドの高い評価を受けたことでさらに知名度が高まり、翌1922年（大正11年）にはアーリントン画廊において自身初の個展開催に至った。17作品を展示した個展は大きな反響を呼び、地元の日刊紙『ニューヨーク・タイムズ』の他、『ニューヨーク・ワールド』『ニューヨーク・アメリカン』『モーニング・テレグラフ』『ニューヨーク・ヘラルド』といった新聞紙面に寸評が掲載された。
1920年（大正10年）、古田土雅堂、浜地清松、国吉康雄らとともに「日本人画会」を結成した。1923年（大正12年）にグリニッジ・ヴィレッジへ転居した。シカゴ美術学校とナショナル・アカデミー・オブ・デザインに作品を出品する活動を続けており、1926年（昭和元年）にはナショナル・アカデミー第101回春期展覧会に出品した『制作中』（At Work）でアイザーク・N.メイナード肖像画賞を受賞した。犬飼恭平についての書籍を上梓したデイヴィー美代子は自著の中で、1924年にアジア人排斥法が成立するなど、日に日に日系アメリカ人に対する風当たりが強くなる背景がありながら、こうした制作活動を続け、受賞まで果たしたことは意味深いものであったと指摘している。
1934年（昭和9年）に第二回となる個展をグランド・セントラル画廊で開催した。肖像画を専門に制作するようになったと見られ、展示作品の多くは肖像画であったことが『ニューヨーク・ポスト』などで伝えられている。以降も変わらず第二次世界大戦に突入しても制作活動は続けられた。
晩年の活動については伝えられていないが、1942年（昭和17年）ごろより自伝『回顧録』の執筆を開始し、1954年（昭和29年）にニューヨークで死去した。遺骨は1958年（昭和33年）に息子アールの手によって日本へと持ち込まれた後、倉敷市にある犬飼家の墓石へ収められたことが、アールが娘に宛てた書簡に記されている。

## 作風と評価
犬飼恭平は当時のアメリカでは肖像画家として名の知られた存在であったことが記事などからうかがえる。1934年5月7日付の『ニューヨーク ジャーナルアメリカン』では、「社交界に知り合いが多く、その肖像画の新たな展示が行われるという予告だけで、広範囲から注目が集まる」と評している。一方、日本においては鹿子木孟郎がもたらした情報により、何度か紙面を飾ったことがある程度の知名度であり、基本的にはその作品はほとんど知られていない。
作風としては日本的な要素はほとんど感じられないと評されることが多く、ハミルトン・フィールドは恭平の『投影』について「狩野元信、雪舟、雪村といった古い日本の絵画の精神はほぼ不在である」と評し、「もし犬飼恭平が、欧米から学んだ技法を捨てずに、なおかつ日本の伝統にも傾倒すれば、欧米の手本にのみ依拠するよりは、はるかに興味深い仕事をするであろう」と期待感を抱かせたコメントを残している。『ニューヨーク・トリビューン』は1922年1月に恭平のアーリントン画廊での展示会について詳報し、「オリエンタリズムは完全に埋没している」と指摘した。個別にはサロン・ド・パリ風の裸体画を写実的に描いた『牧歌』がひときわ目を引くとし、ジェームズ・マクニール・ホイッスラーの技法を試みた『緑の花瓶』を最高傑作と評した。『ニューヨーク・ワールド』は恭平の展示会における多様な作風について触れ、葛飾北斎や歌川広重よりもギュスターヴ・クールベ、ジャン＝バティスト・カミーユ・コロー、シャルル＝フランソワ・ドービニーを想起させると評したが、「模倣以外の何ものでもないのであれば、犬飼は感嘆すべき画家ではあっても、これ以上先へは行かないだろう」と、作風に主体性が見られないことを厳しく指摘した。

## 作品
- シカゴ美術学校への出品作品[32]
  - 1908年『霽れ上る霧』（Clearing Fog）
  - 1909年『寒風』（Cold Wind）
  - 1910年『広漠』（Vastness）
  - 1911年『楊柳』（Willows）
  - 1919年『投影』（Reflection）
  - 1925年『自分自身』（Myself）

- ナショナル・アカデミー・オブ・デザインへの出品作品[32]
  - 1918年『投影』（Reflection）
  - 1920年『牧歌』（Idyll）
  - 1924年『自分自身』（Myself）
  - 1925年『少女』（A Girl）
  - 1926年『制作中』（At Work）
  - 1928年『ジャックリーヌS』（Jaqueline S）
  - 1929年『チャールズ・メルツァー』（Charles Meltzer）
  - 1930年『称賛すべきコナー氏』（Admirable Mr.Connor）
  - 1931年『あるがまま』（As Is）
  - 1932年『M嬢』（Miss M）
  - 1932年『ジャヴァのコート』（Javanese Coat）
  - 1934年『回顧』（Retrospection）
  - 1936年『黄色い帽子と古鏡』（英題記載なし）

- 挿絵
  - 1912年 キャサリン・E.ドップ（英語版）著『初期の海民』（The Early Sea People）[12]
  - 1913年 オズワルド・ケンドル（ドイツ語版）著『プロセロー船長の財宝』（Captain Protherore's Fortune）[13]
  - 1914年 メアリー・アール・ハーディ著『少女ターウィッシュ』（Little TA-WISH）[14]
  - 1935年 フロレンス・ブロベック著『マットに座る猫』（the cat on the mat）[33]